# Ivan Tibau i Ragolta
Ivan Tibau i Ragolta (Lloret de Mar, 27 de gener de 1973) és un polític, exjugador i exentrenador d'hoquei patins català. Del 2011 al 2016 exercí el càrrec de Secretari General de l'Esport de la Generalitat de Catalunya.
Ha estat internacional per la selecció catalana en diverses ocasions. Ha estat capità de Catalunya des del Campionat del Món "B" de Macau 2004 fins a la seva retirada de la selecció catalana el 29 de desembre de 2007 coincidint amb el partit que enfrontà Catalunya a l'equip mundial del Reno World All Stars. Pocs dies abans, el 24 de desembre, Tibau va rebre un acte d'homenatge a la seu de la Unió de Federacions Esportives de Catalunya.
El 19 de setembre de 2003 anuncià en declaracions a Catalunya Ràdio que no tornaria a jugar amb la selecció espanyola, encara que la catalana no pogués competir oficialment. La decisió, també considerada pel porter català Jaume Llaverola, fou presa a conseqüència de la seva exclusió de la convocatòria del Campionat del Món "A" de Portugal argumentada, segons els jugadors, per haver demostrat sempre preferència a jugar per la selecció catalana que l'espanyola. Les declaracions li va costar l'expulsió del combinat espanyol, on Tibau havia jugat gairebé sempre durant els darrers anys.
En finalitzar la temporada 2007-2008, Tibau anuncià la seva retirada com a jugador i acceptà la proposta de dirigir el CH Lloret que li va fer Albert Pons, entrenador del primer equip d'aquell moment. Tibau, a més a més, ha estat treballador de Caixa de Girona a Blanes i regidor d'Esports de l'Ajuntament de Lloret de Mar per CiU.
A les 18h. del 31 d'agost de 2008, en el marc del XXIII Torneig Dona Marinera, es disputà a Lloret de Mar un partit entre l'equip local i la selecció catalana per retre-li homenatge, que finalitza amb el resultat de 3 a 6. La presentació de l'acte es feu el 7 d'agost amb una roda de premsa en la que hi participaren: Joan Riera, vicepresident i delegat territorial a Girona de la Federació Catalana de Patinatge; Jordi Camps, seleccionador català de l'equip sènior masculí d'hoquei patins; i el mateix Ivan Tibau.
El 18 de gener de 2011 fou nomenat Secretari General de l'Esport de la Generalitat de Catalunya, en substitució d'Anna Pruna. El 2 de febrer de 2016, coincidint amb l'entrada en funcionament del nou govern, deixà el càrrec en mans de Gerard Figueras i manifestà que en els següents dos o tres mesos faria d'assessor de presidència mentre decidia cap a on enfocar la seva vida personal i professional.

## Palmarès com a jugador

### Igualada HC
- 2 Supercopes d'Europa (1997/98, 1998/99)
- 3 Copes d'Europa (1995/96, 1997/98, 1998/99)
- 1 OK Lliga / Lliga espanyola (1996/97)

### Blanes HC
- 1 Copa del Rei (2001)

### Selecció catalana
- 1 Campionat del Món "B" (2004)

### Selecció espanyola
- 1 Campionat del Món "A"
- 2 Campionats d'Europa